# اسکاتلند (کانتیکت)
اسکاتلند (به انگلیسی: Scotland) یک منطقهٔ مسکونی در ایالات متحده آمریکا است که در شهرستان ویندهام، کنتیکت واقع شده‌است. اسکاتلند ۴۸٫۴ کیلومتر مربع مساحت و ۱٬۵۷۶ نفر جمعیت دارد و ۸۳ متر بالاتر از سطح دریا واقع شده‌است.